# 박성웅
박성웅(朴星雄, 1973년 1월 9일 ~ )은 대한민국의 배우이다.

## 학력
- 충주고등학교 (졸업)
- 한국외국어대학교 법학과 (졸업)

## 연기 활동

### 출연 작품

#### 영화
- 1997년 영화 《넘버 3》 ... 서태주 보디들 역
- 1998년 영화 《남자이야기》 ... 21세기 파 역
- 1998년 영화 《해가 서쪽에서 뜬다면》 ... 야구선수 역
- 1999년 영화 《태양은 없다》 ... 병국 패 역
- 2000년 영화 《반칙왕》 ... 체육사 점원 / 비젼레슬러 역
- 2002년 영화 《케이티》 ... 한상석 역
- 2002년 영화 《성냥팔이 소녀의 재림》 ... 시스템 요원 2 역
- 2003년 영화 《화성으로 간 사나이》 ... 경수 역
- 2005년 영화 《여자, 정혜》 ... 정혜 전(前) 남편 역
- 2005년 영화 《무영검》 ... 마불 역
- 2005년 영화 《미스터 소크라테스》 ... 한두 역
- 2006년 영화 《해바라기》 ... 최민석 역
- 2008년 영화 《무방비도시》 ... 홍 형사 역 (특별출연)
- 2009년 영화 《정승필 실종사건》 ... 웨이터 역 (특별출연)
- 2009년 영화 《백야행 - 하얀 어둠 속을 걷다》 ... 차승조 역
- 2009년 영화 《걸프렌즈》 ... 진 남편 역 (우정출연)
- 2010년 영화 《여의도》 ... 강정훈 역
- 2011년 영화 《히트》 ... 철수 역
- 2013년 영화 《신세계》 ... 이중구 역 (일어 성우진: 야마노이 진)
- 2013년 영화 《무서운 이야기 2》 ... 박 부장 역
- 2013년 영화 《사이코메트리》 ... 철현 역
- 2013년 영화 《동창생》 ... 리영호 역 (특별출연)
- 2014년 영화 《남자가 사랑할 때》 ... 이발소 깍두기 역 (특별출연)
- 2014년 영화 《찌라시 : 위험한 소문》 ... 차성주 역
- 2014년 영화 《역린》 ... 홍국영 역
- 2014년 영화 《황제를 위하여》 ... 정상하 역
- 2014년 영화 《하이힐》 ... 홍 검사 역 (우정출연)
- 2015년 영화 《살인의뢰》 ... 조강천 역
- 2015년 영화 《무뢰한》 ... 박준길 역
- 2015년 영화 《오피스》 ... 최종훈 형사 역
- 2016년 영화 《검사외전》 ... 검사 양민우 역
- 2016년 영화 《해어화》 ... 경무국장 역
- 2016년 영화 《인천상륙작전》 ... 박남철 역 (특별출연)
- 2017년 영화 《석조저택 살인사건》 ... 송태석 검사 역
- 2017년 영화 《브이아이피》 ... 국정원 간부 역 (우정출연)
- 2017년 영화 《메소드》 ... 이재하 역
- 2017년 영화 《꾼》 ... 곽승건 역
- 2018년 영화 《공작》 ... 한창주 역 (우정출연)
- 2018년 영화 《물괴》 ... 진용 역
- 2018년 영화 《안시성》 ... 당태종 이세민 역
- 2018년 영화 《해피 투게더》 ... 강석진 역
- 2019년 영화 《내안의 그놈》 ... 장판수 역
- 2019년 영화 《그대 이름은 장미》 ... 유명환 역
- 2020년 영화 《클로젯》 ... 명진 부 역 (특별출연)
- 2020년 영화 《오케이! 마담》 ...  오석환 역
- 2021년 영화 《인질》 ... 본인(박성웅) 역 (특별출연)
- 2021년 영화 《헌트》 ... 박정환 역 (특별출연)
- 2022년 영화 《보호자》 ... 응국 역
- 2022년 영화 《대무가》 ... 마성준 역
- 2022년 영화 《젠틀맨》 ... 권도훈 역
- 2023년 영화 《웅남이》...나웅남 / 이정학(웅복) 역
- 2023년 영화 《라방》 ... 젠틀맨 역
- 2023년 영화 《화사한 그녀》 ... 젠틀맨 역
- 2023년 영화 《보호자》 ... 응국 역
- 2023년 영화 《더 와일드: 야수들의 전쟁》 ... 우철 역
- 2024년 영화 《필사의 추격》 ... 김인해 역
- 2025년 영화 《그 시절, 우리가 좋아했던 소녀》 ... 구경호 역 진우 아빠 (특별출연)
- 2026년 영화 
  - 《범죄도시5》마웅 역 최종보스 보다 더 강한 최종빌런 (첫 천만영화)

#### 드라마
- 2002년 KBS2 미니시리즈 《햇빛 사냥》 ... 문도식 역
- 2007년 KBS2 단막극 《우리를 행복하게 하는 몇 가지 질문》
- 2007년 MBC 미니시리즈 《태왕사신기》 ... 주무치 역
- 2007년 KBS2 주말연속극 《행복한 여자》 ... 최준식 역
- 2008년 MBC 창사 47주년 특별기획 드라마 《에덴의 동쪽》 ... 백성현 역
- 2009년 SBS 미니시리즈 《카인과 아벨》 ... 오강철 역
- 2009년 MBC 일일시트콤 《태희 혜교 지현이》 ... 성웅 역
- 2010년 SBS 미니시리즈 《아테나: 전쟁의 여신》 ... 진영 역
- 2010년 MBC 일일시트콤 《몽땅 내 사랑》 ... 성웅 역
- 2010년 KBS2 미니시리즈 《제빵왕 김탁구》 ... 조진구 역
- 2011년 E채널 미니시리즈 《빅히트》 ... 황좌수 역
- 2011년 tvN 미니시리즈 《버디버디》 ... 최동관 역
- 2011년 MBC 광복절특집극 《절정》 ... 강문석 역
- 2011년 MBC 창사특별기획 《계백》 ... 김유신 역
- 2011년 KBS2 미니시리즈 《영광의 재인》 ... 서인철 역
- 2012년 KBS2 수목드라마 《각시탈》 ... 동진 역
- 2012년 KBS2 단막극 《KBS 드라마 스페셜 - 칼잡이 이발사》 ... 우진 역
- 2013년 tvN 미니시리즈 《우와한 녀》 ... 공정한 역
- 2013년 KBS2 단막극 《KBS 드라마 스페셜 - 기묘한 동거》 ... 이수현 역
- 2015년 tvN 월화드라마 《신분을 숨겨라》 ... 장무원 역
- 2015년 SBS 수목드라마 《리멤버 - 아들의 전쟁》 ... 박동호 역
- 2016년 OCN 금토드라마 《38사기동대》 ... 대포업자 역(특별 출연)
- 2017년 JTBC 금토드라마 《맨투맨》 ... 여운광 역
- 2018년 JTBC 월화드라마 《으라차차 와이키키》 ... 박성웅 역(특별 출연)
- 2018년 OCN 주말드라마 《라이프 온 마스》 ... 강동철 역
- 2018년 tvN 수목드라마 《하늘에서 내리는 일억 개의 별》 ... 유진국 역
- 2019년 tvN 수목드라마 《악마가 너의 이름을 부를 때》 ... 모태강 / 류 역
- 2019년 tvN 토일드라마 《사랑의 불시착》 ... 발바리차(택시) 기사 역(4회, 특별 출연)
- 2020년 OCN 토일드라마 《루갈》 ... 황득구 역
- 2021년 JTBC 토일드라마 《설강화 : snowdrop》 ... 남태일 역
- 2022년 ENA 수목드라마 《사장님을 잠금해제》 ... 김선주 역
- 2023년 Netflix 오리지널 드라마 《사냥개들》 ... 김명길 역 (본작의 메인 빌런이자 최종 보스) (일본어 더빙: 야마노이 진)
- 2023년 SBS 목요드라마 《국민사형투표》 ... 권석주 역
- 2024년 KBS2 수목드라마 《개소리》 … 이기동 역
- 2024년 TVING, tvN 월화드라마 《좋거나 나쁜 동재》 … 남완성 역
- 2025년 Disney+ 오리지널 드라마 《나인 퍼즐》 ... 권상범 역

## VIP 시사회
- 부산행 (2016년)

## 예능
- 2013년 SBS 《강심장》
- 2013년 MBC 《황금어장 - 무릎팍도사》
- 2014년 tvN 《SNL 코리아 시즌 5》
- 2014년 KBS2 《해피투게더》
- 2015년 KBS2 《개그콘서트》
- 2017년 JTBC 《아는형님》
- 2017년 tvN 《인생술집》
- 2020년 SBS 《미운우리새끼》
- 2020년 tvN  《바닷길 선발대》
- 2021년 TV조선 《뽕숭아학당》
- 2022년 채널A•ENA 《배우는 캠핑짱》
- 2023년 MBC 《놀면 뭐하니?》
- 2023년 KBS2 《옥탑방의 문제아들》

## 라디오
- 2013년 SBS 파워 FM 《김창렬의 올드스쿨》
- 2014년 SBS 파워 FM 《두시탈출 컬투쇼》
- 2014년 MBC 라디오 《두시의 데이트 박경림입니다.》
- 2015년 KBS 쿨 FM 《조우종의 뮤직쇼》

## 광고
- 2007년 팔도 일품 해물라면
- 2012년 동탄2신도시
- 2013년 기안라이프웨이
- 2014년 SK텔레콤 SK텔레콤 광대역 LTE-A X3
- 2014년 게임 불량도
- 2015년 리니지 훨신세계
- 2015년 다음카카오 카카오택시
- 2015년 기아자동차 쏘렌토
- 2015년 BHC 맛초킹
- 2015년 농심 맛짬뽕
- 2016년 골프존 비젼
- 2016년 롯데하이마트 TV대전
- 2016년 유진투자증권
- 2016년 일동제약 지큐랩
- 2016년 웨이버스 카비
- 2016년 크리넥스 드라이셀 핸드타올
- 2017년 공익광고협의회 올바른 운전 문화 정착 공익광고
- 2017년 디오나비 임플란트
- 2018년 현대카드
- 2018년 게임 리버스 구원의 그림자
- 2019년 종근당 아이클리어
- 2019년 바낙스
- 2019년 무형검M
- 2019년 신한카드
- 2019년 캠브리지멤버스
- 2019년 로앤컴퍼니 로톡
- 2023년 한림제약 호르반

## 홍보대사
- 2010년 충주 삼색온천 홍보대사
- 2011년 충북지방경찰청 명예경찰관
- 2012년 대한사회복지회 홍보대사

- 2013년 루부365 명예홍보대사
- 2013년 아토피 예방 홍보대사
- LG 트윈스 명예선수

## 수상 및 후보
| 연도 | 시상식                                | 부문                                       | 작품                 | 결과 |
| ---- | ------------------------------------- | ------------------------------------------ | -------------------- | ---- |
| 2009 | MBC 방송연예대상                      | 코미디·시트콤부문 남자 우수상              | 태희혜교지현이       | 후보 |
| 2013 | 제49회 백상예술대상                   | 영화부문 남자 조연상                       | 신세계               | 후보 |
| 2013 | 제22회 부일영화상                     | 남우조연상                                 | 신세계               | 후보 |
| 2013 | 제50회 대종상                         | 남우조연상                                 | 신세계               | 후보 |
| 2013 | 제34회 청룡영화상                     | 남우조연상                                 | 신세계               | 후보 |
| 2014 | 제29회 코리아 베스트드레서 스완어워즈 | 배우부문 베스트드레서상                    | 빈칸                 | 수상 |
| 2015 | 제51회 백상예술대상                   | 영화부문 남자 조연상                       | 살인의뢰             | 후보 |
| 2016 | SBS 연기대상                          | 장르드라마부문 남자 특별연기상             | 리멤버 - 아들의 전쟁 | 수상 |
| 2019 | 제27회 대한민국 문화연예대상          | 영화부문 남자 최우수연기상                 | 내안의 그놈          | 수상 |
| 2023 | SBS 연기대상                          | 미니시리즈 장르·액션부문 남자 최우수연기상 | 국민사형투표         | 수상 |
| 2024 | KBS 연기대상                          | 남자 조연상                                | 개소리               | 후보 |